# Massachusetts (tribu)
Pour les articles homonymes, voir Massachusetts (homonymie).

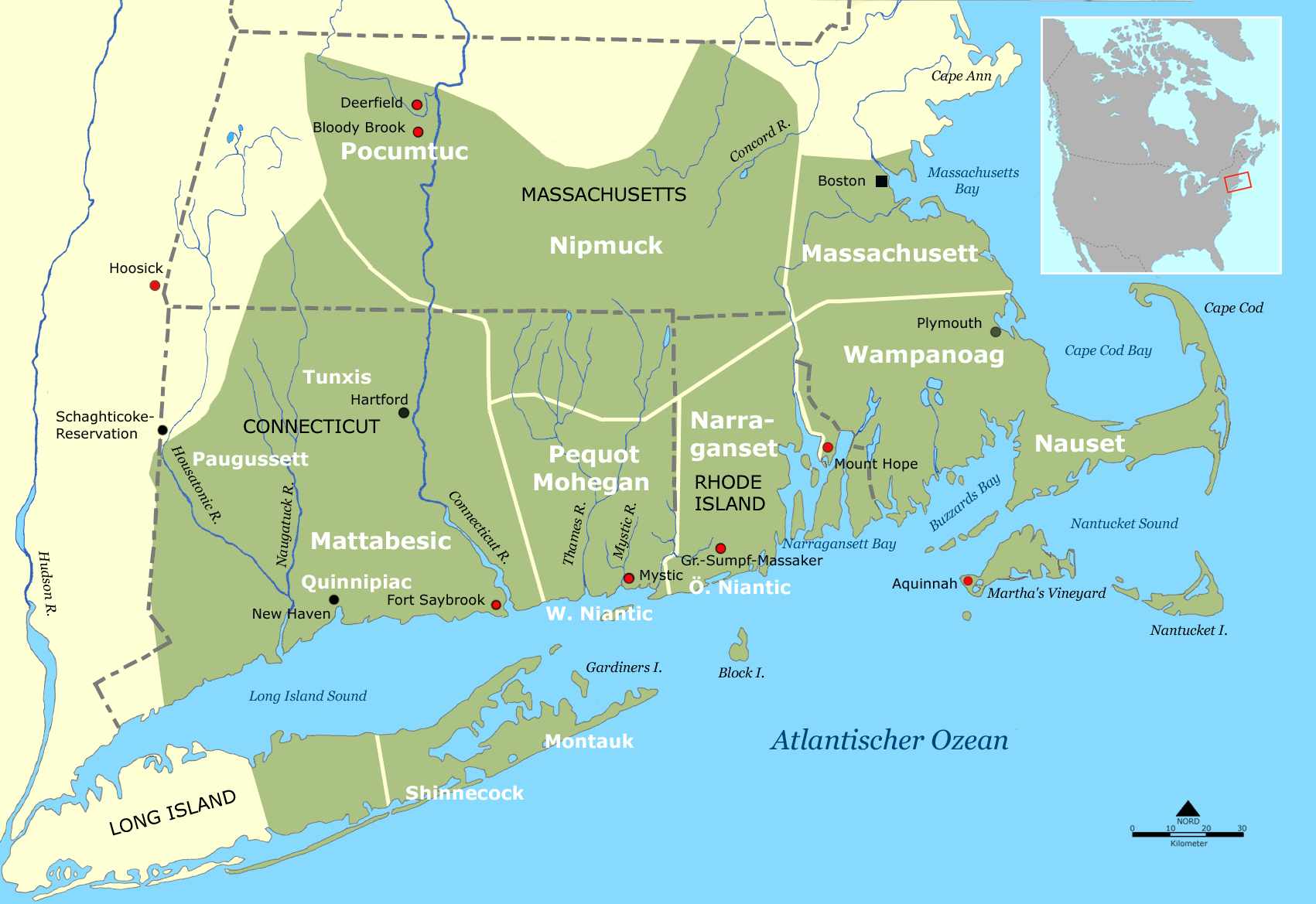
Cartes des territoires tribaux amérindiens.

Les Massachusetts sont une tribu amérindienne qui vivait historiquement dans les zones entourant la baie du Massachusetts, en particulier dans ce qui est l'actuel Grand Boston. Les membres de la tribu parlaient le massachusett, qui fait partie de la famille des langues algonquiennes. L'État américain du Massachusetts est nommé d'après ce peuple.
En raison du fait qu'il fut l'un des premiers groupes amérindiens à entrer en contact avec les colons britanniques, les Massachusetts connurent un rapide déclin durant les XVIIe et XVIIIe siècles, déclin dû à différentes maladies apportées par les colons et auxquelles les organismes indigènes n'étaient pas accoutumés. Leurs descendants continuent à habiter la région du Grand Boston, mais ne constituent pas une tribu reconnue au niveau fédéral.

## Préhistoire pré-colombienne
Les Massachusetts sont les probables descendants d'une population préhistorique de Paléoaméricains vivant dans l'Est de l'Amérique du Nord à la fin de la dernière glaciation il y a environ 30 000-15 000 ans. Différentes découvertes archéologiques réalisées à Boston mettent en évidence dans cette zone la présence d'habitats entre 6 500 et 8 000 ans AP. Des structures de pêche, comme le piège à poisson de Boylston Street (en), découvert en 1913 et datant de 5 200 ans AP, ont été mises au jour depuis la fin du XXe siècle dans ce qui est maintenant le quartier Back Bay de Boston. Ces premiers habitants vivaient de migrations saisonnières, alternant entre des terrains de chasse dans les terres à l'automne et l'hiver, et pratiquant le recueil de matériaux utilisés pour les armes et la fabrication d'outils, la chasse, la pêche côtière et différentes activités de fourragement à la fin du printemps et en été.

## Période historique

### Contact avec les colons européens
Les Français ont appelé Almouchiquois (ou Armouchiquois) des peuples désignés par les Anglais sous le terme Massachusetts. Ces deux noms pourraient être étymologiquement apparentés.
Les Massachusetts ainsi que d'autres groupes tribaux algonquins ont été, entre 1617 et 1619, presque anéantis par une maladie contagieuse apportée par les Européens ; environ 90 % des populations côtières ont péri. La population restante a été affaiblie à la suite de la colonisation de la région par des colons anglais. Les tribus ont, en outre, été décimées par une épidémie de variole en 1633. En 1623, deux chefs militaires Massachusett, Pecksuit et Wittawamut, ainsi que leurs guerriers sont tués lors d'une embuscade à Wessegusset par le capitaine Myles Standish de la colonie de Plymouth, Standish étant prévenu par son ami Massasoit de l'imminence d'une attaque. Par la suite, les Massachusetts éviteront les contacts avec les colons, sans toutefois y mettre fin.
Les archives coloniales montrent que, durant la première partie du XVIIe siècle, les Massachusetts pèchent sur les rives des cours d'eau et en mer, cultivent la terre et entretiennent de nombreuses carrières d'ardoise ou d'autres matières minérales, migrants d'habitats côtiers formés de maisons longues vers des campements de wigwam dans l'intérieur des terres. John Eliot entreprend alors son action missionnaire ; il convertit certains d'entre eux au Christianisme, créé un alphabet, et publie en 1663 la première Bible en langue amérindienne. Les convertis sont regroupés dans des agglomérations spécifiques, appelés villages de prière.
En 1869, les Massachusetts se voient appliquer l'Indian Enfranchisment Act. Cette loi garantit à la communauté des Massachusetts le statut de citoyen de l'État du Massachusetts, avec droit de vote. Elle supprime cependant leur statut de nation indépendante. Ceci n'est pas conforme à la constitution des États-Unis, selon laquelle seul le gouvernement fédéral peut prendre une telle décision, relativement aux gouvernements tribaux.

### Période contemporaine
Les descendants des indiens de la communauté de Natick se sont organisés en tant que Praying Indian Tribes of Natick and Ponkapoag actuellement sous la direction de Rosita Andrews (ou Caring Hands) de Stoughton, Massachusetts, qui a reçu son titre de chef de sa mère. Les membres de la communauté vivent dans un rayon de 20 miles autour de Stoughton. Selon Caring Hands, la tribu comptait environ 50 membres en 2011.
Les descendants d'autochtones Massachuset de la bande de Neponsett qui se sont installés à Ponkapoag se sont organisées en tant que Massachuset at Ponkapoag Tribe.

## Référence
- (en) Cet article est partiellement ou en totalité issu de l’article de Wikipédia en anglais intitulé « Massachusett » (voir la liste des auteurs).

1. ↑  (en) Kathleen Bragdon, « Gender as a Social Category in Native Southern New England », Ethnohistory, vol. 43, no 4,‎ automne 1996, p. 573-592 (DOI 10.2307/483246, JSTOR 483246).
2. ↑  Philbrick (2006) pp 154-155
3. ↑  (en) Robert J. Allison, A short history of Boston, p. 14.